# 阮玉嘉瑞
平春公主阮玉嘉瑞（越南语：／；1825年11月25日—1860年8月3日），越南阮朝明命帝第二十四女，生母才人陳氏竹。

## 生平
明命六年十月十六日（1825年11月25日），阮玉嘉瑞在順化皇城出生。嗣德三年（1850年），公主26歲，下嫁統制黃文厚之子黃文秋。嗣德十三年六月十七日（1860年8月3日），嘉瑞去世，享年三十六歲。嗣德帝追贈為平春公主，諡靜芳。葬於承天府香水縣居正總楊春社。
平春公主育有一子一女。